# 富山県立高岡聴覚総合支援学校
富山県立高岡聴覚総合支援学校（とやまけんりつ たかおかちょうかくそうごうしえんがっこう）は、富山県高岡市にある県立の特別支援学校である。

## 沿革
- 1954年4月1日 - 富山県立ろう学校高岡分校として開校[2]。
- 1965年4月1日 - 富山県立高岡ろう学校として独立[2][3]。
- 2010年4月1日 -「富山県立高岡聴覚総合支援学校」に改称する[2]。

## 設置学部
- 幼稚部
- 小学部
- 中学部
- 高等部